# Ада Хуја
Ада Хуја је градска четврт у Београду која се налази на територији градске општине Палилула.
Ада Хуја је индустријска зона. Ипак, овде постоје два сиротињска краја насељена Ромима (источна Ада Хуја и западни део Депоније).

## Локација
Ада Хуја је полуострво на десној обали Дунава. Граничи се са насељима Вилине воде и Депонија, као и са Богословијом и Карабурмом на југу. Укључује Рукавац који га одваја од Вишњице и Роспи Ћуприје. Област укључује и две важне саобраћајне деонице — Вишњичку улицу и Панчевачки мост.

## Историја
Ада Хуја је раније била острво. Острво и цела обала дуж Дунава (Вилине воде, Карабурма, Вишњичка бања) богати су изворима сумпорне воде. На острву, у данашњем подручју Роспи Ћуприје налазе се остаци велике Келтске некрополе. Римљани су користили термалне изворе за јавна купатила. На почетку 20. века, острво је прекривено бујном вегетацијом и виноградима захваљујући повољној клими (ветар) и термалним изворима. Између два рата, у рукавцу Дунава код стругаре Прометне банке (на чијем месту се данас налазе магацински простори Луке Београд), налазило се место познато као "Вир смрти" због великог броја утопљеника. Веслачко-пецачко-пливачки клуб "Дунав" је '20-тих и '30-тих имао 12.000 квм земљишта у закупу.
У јесен 1940. рукавац Дунава је преграђиван како би се добио зимовник, дугачак 4 км и широк 200 м, било је планирано да се ту подигне и бродоградилиште. Ада Хуја представља зелену оазу са дивљим плажама. Године 1960. Ада Хуја је дефинисана као званична градска депонија све до 1977. године, када је отворена нова депонија у Винчи. Модерна фабрика хартије и дрвењаче „Београд” отворена је 3. јула 1962. Данас, почевши од Панчевачког моста, Ада Хуја је дуга скоро 4 километра.
На простору Аде Хује постоје дуга аласка традиција. У част породица које практикују аласки начин живота генерацијама, подигнут је спомен-крст.